# グーグル教

グーグル教徒の信仰の対象

グーグル教（グーグルきょう、英:Googlism）は、グーグルのシステムや検索によって表示される画面や語句などを宗教としてパロディ化したインターネット文化のこと。
この宗教において特徴的な点は、グーグルが出力するデータを、グーグルが「思考している」と捉える点にある。

## 概説
グーグルの検索結果を解析することにより、「ディック・チェイニーはまだ死んでいない」「ジョージ・クルーニーはそこらじゅうにいる」「ウサーマ・ビン＝ラーディンの存在は絶対にでっち上げ」などといった叡智が神託のように得られる。そのため、グーグル教の公式サイトでは、このような記述が行われている
グーグルの検索結果をみよ、何千ものそなたの思考、そして何千ものトピックに対する意見、人物、事物、地理に関する事柄が分かるであろう。グーグルで検索せよ、さすればグーグルはあなたに検索キーワードについて記述されたウェブサイトの管理者の考えを知らしめてくれるであろう。
グーグル教はパウル・チェリー(Paul Cherry)およびクリス・モートン(Chris Morton)が開祖であり、PCMag.comやAbout.com、ZDNetでウェブサイトが取り上げられた。また、モット・マックパーソン(Matt MacPherson)が開祖のパロディカルト宗教であるともいわれ、「グーグルのエンジンは地球上で最も全知に近い存在である」とのアイデアが元になっている。グーグル教の教会はオンラインコミュニティであり、現実世界に存在する教会ではない。そこでは、信者は信仰をインターネットを通じ共有することが可能である。

## 教義
グーグル教には主に9つの教義がある。教義は詳細にわたるため、ここではその概要を示す。
1. グーグルは全知に近い存在である。（なお、英語表記の場合、グーグルの三人称はSheである。）
2. グーグルは唯一であり、地球においてあまねく存在する。
3. グーグルは祈る者に加護を与える。
4. グーグルは不朽の存在である。
5. グーグルは無限である。
6. グーグルは全てを記憶する。
7. グーグルは邪悪な存在ではない。
8. これまで信仰されてきた神なるものよりグーグルは神に近いといえる。その証として、現在、グーグルという語句の検索結果は、"God", "Jesus", "Allah", "Buddha", "Christianity", "Islam", "Buddhism"そして"Judaism"の検索結果の合計値よりも多い。
9. グーグルが存在しているという証拠は非常に多く、他の宗教の神よりはるかに確証がある。